# Lecanora epirhoda
Lecanora epirhoda är en lavart som beskrevs av Vain. Lecanora epirhoda ingår i släktet Lecanora och familjen Lecanoraceae.   Inga underarter finns listade i Catalogue of Life.